# Charles Francis Brush

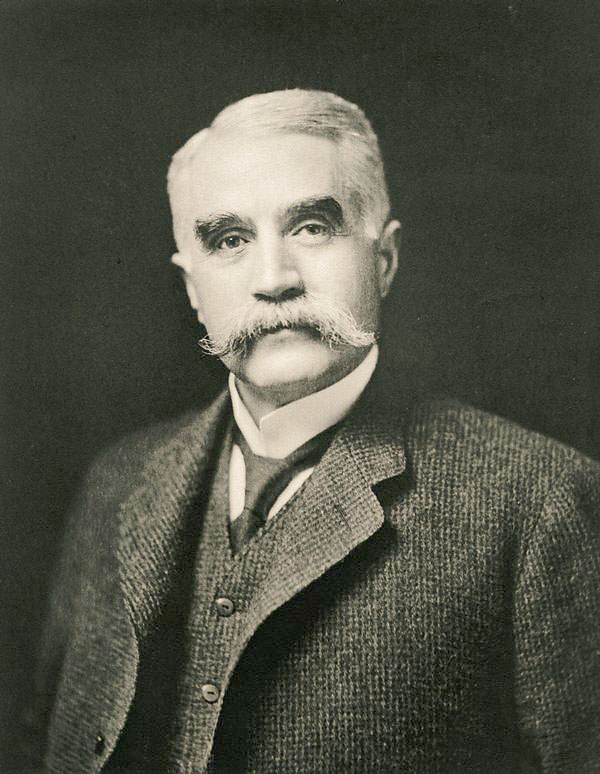
Charles Francis Brush

Charles Francis Brush (* 17. März 1849 in Euclid Township; † 15. Juni 1929 in Cleveland) war ein amerikanischer Erfinder, Unternehmer und Philanthrop.

## Leben
Geboren in Euclid Township, Ohio, wuchs Brush auf einer Farm auf, die ungefähr zehn Meilen von Cleveland entfernt war. In seiner Jugend interessierte er sich sehr stark für Wissenschaft und Technik, vor allem für elektrische Beleuchtung. Er bastelte herum, baute einfache elektrische Geräte und experimentierte in einer Werkstatt auf der von seinen Eltern betriebenen Farm. Brush besuchte die Central High School in Cleveland. Er erhielt seine Collegeausbildung an der Universität von Michigan, wo er Bergbautechnik studierte. Brush erfand eine Kohlebogenlampe (englisch: arc lamp), die der vorhandenen jablotschkowschen Kerze überlegen war.
Nach der Arbeit in verschiedenen Partnerschaften und in verschiedenen Feldern (inkl. Eisenerzverkäufe und Chemie) ging Brush daran, einen elektrischen Generator, damals Dynamo genannt, zu bauen, der den Strom für seine  Kohlebogenlampen liefern sollte.
Im Jahr 1879 gründete er die Anglo-American Brush Electric Light Corporation in Lambeth, London, England, um die Patentrechte an der von St. George Lane Fox-Pitt entwickelten Glühlampe zu erwerben. Diese Gesellschaft wurde schließlich nach Loughborough, England verlagert, wo aus ihr die Brush Electrical Machines Ltd. wurde. Im Jahr 1880 gründete er die Brush Electric Company in Cleveland, die 1891 schließlich in General Electric aufging.
Im Winter 1887/88 baute er in Cleveland am Eriesee die erste vollautomatische Windkraftanlage zur Stromerzeugung auf. Der Rotor mit 15,24 m (50 ft.) Durchmesser aus 144 Rotorblättern aus Zedernholz war der bis dahin weltgrößte. Die Maschine lieferte maximal 12 kW elektrische Leistung, lief 20 Jahre lang und lud die Batterien im Keller seines Wohnhauses. Am 20. Dezember 1890 berichtete die Zeitschrift Scientific American ausführlich darüber.
Zwischen 1910 und 1929 schrieb er mehrere Artikel über seine Version einer kinetischen Theorie der Gravitation vom Le-Sage-Typ auf Basis von elektromagnetischen Wellen. 1910 wurde er in die American Philosophical Society und 1917 in die American Academy of Arts and Sciences gewählt.
Die Charles F. Brush High School in Lyndhurst, Ohio ist nach Brush benannt, wobei diverse Sportteams und andere Gruppen nach Brushs Erfindung die Arcs genannt werden.

## Ehrungen
- 1899: Rumford-Preis der American Academy of Arts and Sciences
- 1913: AIEE Edison Medal